# Cape Air
Cape Air — региональная авиакомпания Соединённых Штатов Америки со штаб-квартирой в Муниципальном аэропорту Барнстабл (Массачусетс), находится в собственности управляющей компании Hyannis Air Service, Inc..
Cape Air выполняет регулярные пассажирские перевозки в города северо-восточной части США, Флориды, Карибского бассейна, штатов Средней Атлантики и Микронезии, причём рейсы в Микронезию и Флориду выполняются в рамках код-шерингового соглашения Continental Connection с авиакомпанией Continental Airlines. Рейсы между городами Хайаннис и Нантакет (Массачусетс) обеспечивает местная авиакомпания Nantucket Airlines, являющаяся дочерней компанией Cape Air.

## История
Авиакомпания была образована в 1989 году пилотом Дэном Вольфом (англ. Dan Wolf) и несколькими его друзьями. Первоначально были открыты рейсы между городами Провиденстаун и Бостон (Массачусетс), в начале 1990-х годов были добавлены новые маршруты по всей юго-восточной части Новой Англии, в конце 1990-х годов открылись рейсы во Флориду и на Карибские острова, а в 2004 году — в Микронезию. В 1994 году произошло слияние Cape Air и Nantucket Airlines и в настоящее время объединённая авиакомпания совершает полёты между городами Нантакет и Хайаннис с ежечасной регулярностью.
В конце 2007 года Cape Air начала очередной этап расширения своей маршрутной сети с ориентацией на северо-восточную часть страны и штаты Среднего Запада. 1 ноября 2007 года авиакомпания открыла рейс между Бостоном и Ратлендом (Вермонт) с периодичность полётов три раза в сутки. Данный маршрут субсидируется правительством США в рамках Федеральной программы Соединённых Штатов Essential Air Service (EAS) по обеспечению воздушного сообщения между небольшими населёнными пунктами страны
13 ноября 2007 года при правительственной поддержке Cape Air расширила направление полётов в Индиану, запустив регулярные рейсы из Индианаполиса в Эвансвилл и Саут-Бенд. В процессе эксплуатации данных рейсов авиакомпания не набирала необходимого числа пассажиров, требуемого для окупаемости полётов, и 31 августа 2008 года рейсы в Индиане были закрыты.
В начале 2008 года после неожиданного банкротства Big Sky Airlines, партнёра авиакомпании Delta Air Lines по программе Delta Connection, Cape Air открывает регулярные маршруты из Бостона в Платтсбург и Саранак-Лейк (Нью-Йорк). Рейсы выполняются три раза в день в рамках Федеральной программы Essential Air Service (EAS).

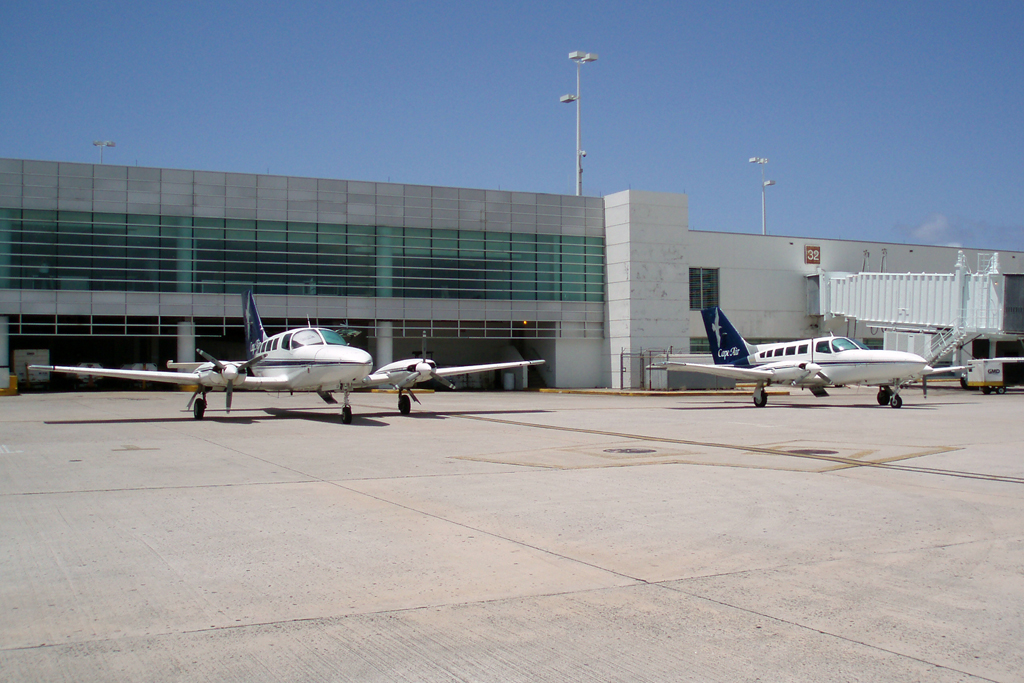
Две «Сессны-402С» Cape Air в аэропорту Сан-Хуан

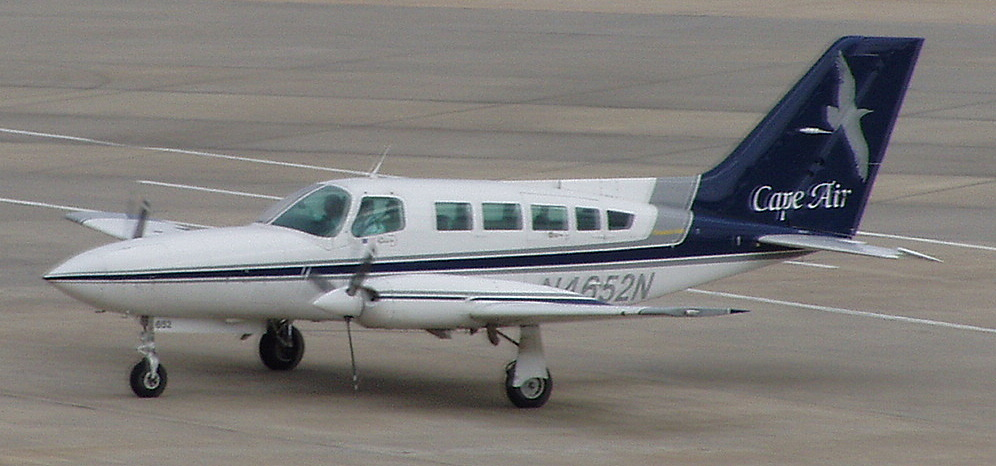
Cessna 402C в Международному аэропорту Сарасота-Брэдентон

Авиакомпания продолжает расширение своей маршрутной сети в Нью-Йорке в рамках программы EAS, открыв новые рейсы из Олбани в Уотертаун, Огденсбург и Массену. 1 ноября 2008 года Cape Air открылось воздушное сообщение из Бостона в Рокленд (Мэн) и Лебанон (Нью-Гэмпшир). Авиакомпания приобрела четыре новых самолёта Cessna 402 для обеспечения быстрорастущих объёмов перевозок.
Cape Air также предприняла попытку выйти на рынок пассажирских перевозок западного побережья и подала заявку в мэрию Ньюпорта с целью получения субсидий на рейсы между Ньюпортом и Портлендом в штате Орегон. Решение по заявкам было принято в пользу другой местной авиакомпании, однако руководство Cape Air надеется на положительное решение в свою пользу ещё до 2010 года.
Авиакомпания также работает на рынке штатов Среднеатлантического региона, выполняя рейсы из Международного аэропорта Балтимор/Вашингтон имени Таргуда Маршалла в Региональный аэропорт Хагерстаун и Аэропорт Ланкастер. Руководство компании проводит переговоры с управляющим корпусом аэропорта Питтсбурга с целью открытия новых рейсов из Международного аэропорта Питтсбурга в Региональный аэропорт имени Арнольда Палмера (Лэтроуб, штат Пенсильвания) и в Международный аэропорт Эри (Эри, штат Пенсильвания).
Cape Air является одним из крупнейших региональных авиаперевозчиков Соединённых Штатов. В 2007 году рейсами авиакомпании воспользовалось более 650 тысяч человек. Cape Air постоянно расширяет свою маршрутную сеть полётов и в данное время выполняет около 550 ежедневных рейсов в день по 29 пунктам назначения.

## Маршрутная сеть

### Партнёрские соглашения

#### Continental Airlines
Все пассажирские перевозки авиакомпании во Флориде и Микронезии осуществляются под торговой маркой (брендом) Continental Connection магистральной авиакомпании Continental Airlines. Cape Air выполняет рейсы в города стран Карибского бассейна по код-шеринговому соглашению с Continental Airlines, не используя при этом бренд Continental Connection.

#### JetBlue
С февраля 2007 года Cape Air имеет код-шеринговое соглашение с авиакомпанией JetBlue, в рамках которого осуществляются полёты из Международного аэропорта Логан в Бостоне на полуостров Кейп-Код и близлежащие острова. Данное соглашение позволяет клиентам Cape Air и JetBlue приобретать билеты на рейсы обеих авиакомпаний с начислением всех бонусов по программам поощрения часто летающих пассажиров, а также регистрировать и получать свой багаж в одной пассажирской зоне Международного аэропорта Логан.

## Флот авиакомпании
По состоянию на октябрь 2016 года авиакомпания эксплуатирует воздушный флот из 91 самолётов: